# Kehuan shijie
Kehuan shijie (en chinois : 科幻世界 ; pinyin : Kēhuàn shìjiè ; litt. « Le monde de [la] science-fiction ») est un magazine chinois de science-fiction basé à Chengdu. Il domine le marché de la science-fiction en Chine en affirmant avoir eu jusqu'à 300 000 copies vendues par numéro, avec une estimation de trois à cinq lecteurs par copie (ce qui donne un lectorat d'un million de personnes), ce qui en fait le magazine de science-fiction le plus lu du monde,.